# Teognis z Megary

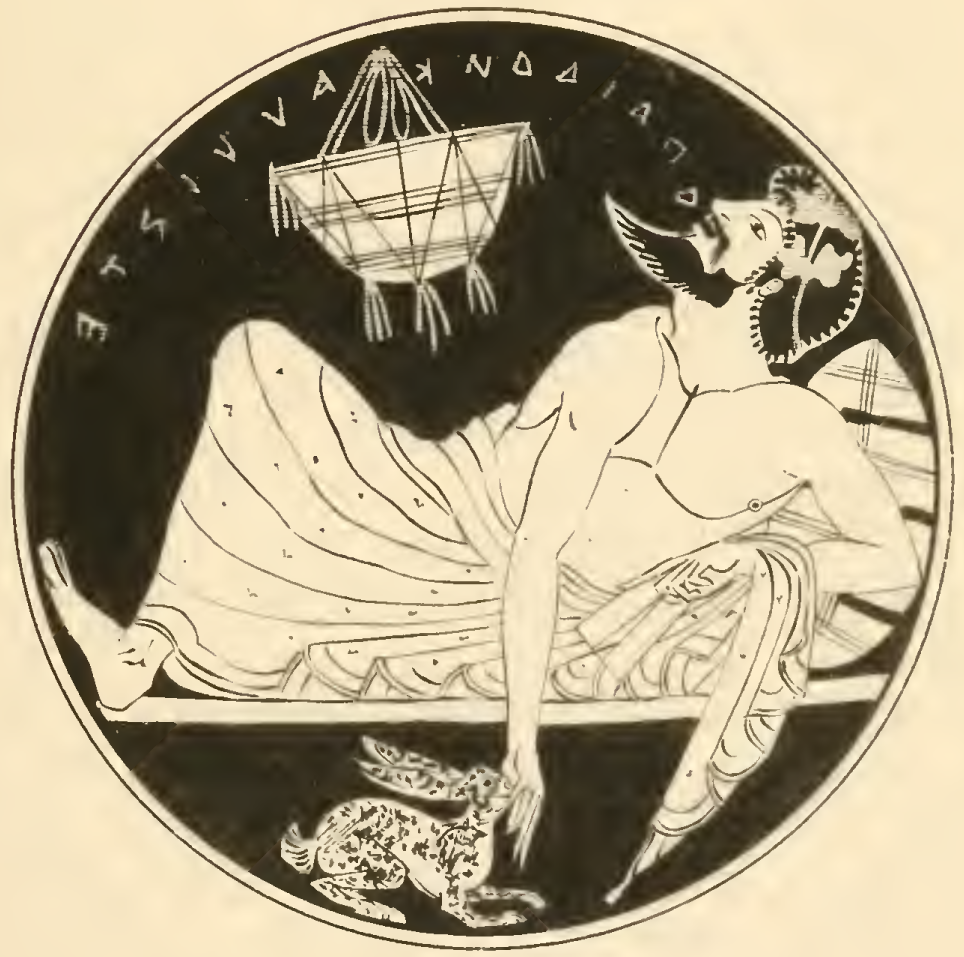
Teognis z Megary

Teognis z Megary (stgr. Θέογνις ὁ Μεγαρεύς Theognis ho Megareus, VI wiek p.n.e.) – grecki poeta liryczny.
Liczący 1400 wersów zbiór elegii o treści politycznej, biesiadnej i erotycznej wydany pod imieniem Teognisa powstał w VI wieku p.n.e. Ocenia się jednak, że około połowa tych wersów pochodzi od Solona, Tyrteusza i Mimnermosa. Na pewno od Teognisa pochodzi 254 pierwszych wierszy, poświęcone są Kyrnosowi, młodemu arystokracie i mają postać udzielanych mu rad. Teognis zdradza w nich swe arystokratyczne przekonania pouczając młodzieńca, by trzymał się z dala od "złych" czyli zwolenników demokracji, a przestawał z "dobrymi" czyli arystokratami. Przestrzeganie norm etycznych obowiązuje jedynie wobec "dobrych", wobec "złych" normy etyczne nie obowiązują.
Teognis żył w Megarze na przesmyku Korynckim w okresie, gdy następowało tam przejście od tyranii do demokracji. O jego życiu wiadomo jednak niewiele. Zachowane pism fragmenty pozwalają wnioskować, że Teognis nie wierzył w życie pozagrobowe i oburzał się na fakt, że niesprawiedliwość często odnosi zwycięstwo nad sprawiedliwością. Jego poezja nie jest wysublimowana, wyraża raczej twardy realizm ubrany w proste, wyważone strofy, pokrewne w duchu i formie przekazom siedmiu mędrców. Musiała jednak silnie oddziaływać na współczesnych o czym świadczy fakt, że niemal każda dyskusja dotycząca zagadnień greckiej areté (cnoty) toczona w Starożytnej Grecji odwoływała się do Teognisa – odwołują się do niego sofiści, Platon, Ksenofont i Arystoteles.